# アウクシリア
アウクシリア（ラテン語：Auxilia）とは、帝政ローマにおいて、ローマ軍の正規部隊であるレギオ（軍団）を支援する部隊。日本語では支援軍、補助兵、翼軍などと訳される場合が多い。騎兵を主力とした。アウジリアスと記述している書物もある。

## 構成
アウクシリアは、次の2つに大別され、ローマ市民権を持つ軍団兵からなるレギオとは区別された。
1. ローマ支配下においてローマ市民権を持たない者、あるいは戦地周辺で徴集された志願兵からなる部隊。
2. ローマの同盟国・同盟部族などが供用する部隊。

兵種は、レギオがほぼ重装歩兵であるのに対して、アウクシリアは重装歩兵に加えて以下のものも構成された。
- 騎兵隊（equites） : アウクシリアの主力で重装。偵察や前哨戦・側面攻撃・追撃を担当。
- 軽装歩兵（velites, ウェリテス） : 軍団兵の前に展開する。
- 投石兵（funditores） : 投石器で石を投げる。
- 弓兵（射手、sagittarii） : 弓矢を射る。主にシリア人で編成された。

騎兵隊の編成は、次のように構成されていた。
- 騎兵中隊（ala, アラ）1個 ＝ 10個騎兵小隊（約300騎）
- 騎兵小隊（turma, トゥルマ）1個 ＝ 3個騎兵分隊（約30騎）
- 騎兵分隊（decurio, デクリオ） ＝ 10騎

同盟部族から供用された騎兵隊が独立したアウクシリア（支援軍）部隊を持つのに対して、異民族の志願兵などはレギオ（軍団）に付属したと考えられている。ここでいう「騎兵」は、ローマの「騎士」階級（エクィテス）とは異なる。

## 沿革
共和政ローマでは当初、騎兵をローマと同盟した部族から構成するのが始まりではあったが、それが紀元前1世紀のガイウス・マリウスによる軍制改革より改めて「アウクシリア」（ラテン語で「助っ人」という意味）としてローマ軍として登録されるようになった。アウクシリアはローマ国境周辺の異民族で構成され、給与をもらう形で25年間在籍するのが通常であった。アウクシリアに在籍する兵士各自は現地で妻を娶ることもできた。
反乱を防ぐため、アウクシリアは兵士を召集した現地より離れた場所で駐在し、プラエフェクトゥスやトリブヌス・ミリトゥムといったレギオーの統率できる権力のある高位の軍人の指揮によって動かされた。補助兵は兵役の最後に金銭を受け取ることが通常ではあったが、代わりにローマ市民権をもらうことができ、その市民権はその子孫も受け継ぐことができた。